# Buddih
Buddih is een bestuurslaag in het regentschap Pamekasan van de provincie Oost-Java, Indonesië. Buddih telt 1071 inwoners (volkstelling 2010).